# Campionati del mondo di ciclismo su strada 2001
I Campionati del mondo di ciclismo su strada 2001 si disputarono a Lisbona, in Portogallo, tra il 9 ed il 14 ottobre 2001.

## Eventi

### Cronometro individuali
Martedì 9 ottobre
- Donne Junior
- Uomini Under-23

Mercoledì 10 ottobre
- Uomini Junior
- Donne Elite

Giovedì 11 ottobre
- Uomini Elite

### Corse in linea
Venerdì 12 ottobre
- Uomini Under-23
- Donne Junior

Sabato 13 ottobre
- Uomini Junior
- Donne Elite

Domenica 14 ottobre
- Uomini Elite

## Medagliere
| Pos.   | Nazione     | Oro | Argento | Bronzo | Totale |
| ------ | ----------- | --- | ------- | ------ | ------ |
| 1      | Ucraina     | 2   | 1       | 1      | 4      |
| 2      | Regno Unito | 2   | 1       | 0      | 3      |
| 3      | Lituania    | 1   | 1       | 1      | 3      |
| 4      | Germania    | 1   | 1       | 0      | 2      |
| 5      | Francia     | 1   | 0       | 2      | 3      |
| 6      | Spagna      | 1   | 0       | 1      | 2      |
| 7      | Belgio      | 1   | 0       | 0      | 1      |
| 7      | Stati Uniti | 1   | 0       | 0      | 1      |
| 9      | Paesi Bassi | 0   | 2       | 1      | 3      |
| 10     | Italia      | 0   | 2       | 0      | 2      |
| 11     | Russia      | 0   | 1       | 0      | 1      |
| 11     | Svizzera    | 0   | 1       | 0      | 1      |
| 13     | Colombia    | 0   | 0       | 1      | 1      |
| 13     | Svezia      | 0   | 0       | 1      | 1      |
| 13     | Slovenia    | 0   | 0       | 1      | 1      |
| 13     | Sudafrica   | 0   | 0       | 1      | 1      |
| Totale | Totale      | 10  | 10      | 10     | 30     |

## Sommario degli eventi
| Eventi                 | Oro                          | Tempo    | Argento                      | Tempo | Bronzo                       | Tempo   |
| Uomini Elite           |                              |          |                              |       |                              |         |
| Gara in linea dettagli | Óscar Freire Spagna          | 6h07'21" | Paolo Bettini Italia         | s.t.  | Andrej Hauptman Slovenia     | s.t.    |
| Cronometro dettagli    | Jan Ullrich Germania         | 51'50"   | David Millar Regno Unito     | a 6"  | Santiago Botero Colombia     | a 17"   |
| Uomini Under-23        |                              |          |                              |       |                              |         |
| Gara in linea dettagli | Jaroslav Popovyč Ucraina     | 3h36'28" | Giampaolo Caruso Italia      | a 17" | Ruslan Hryščenko Ucraina     | a 1'24" |
| Cronometro dettagli    | Danny Pate Stati Uniti       | 46'29"   | Sebastian Lang Germania      | a 38" | James Perry Sudafrica        | a 39"   |
| Uomini Junior          |                              |          |                              |       |                              |         |
| Gara in linea dettagli | Oleksandr Kvačuk Ucraina     | 2h58'43" | Niels Scheuneman Paesi Bassi | a 7"  | Mathieu Perget Francia       | s.t.    |
| Cronometro dettagli    | Jurgen Van Den Broeck Belgio | 27'28"   | Oleksandr Kvačuk Ucraina     | s.t.  | Niels Scheuneman Paesi Bassi | a 1"    |
| Donne Elite            |                              |          |                              |       |                              |         |
| Gara in linea dettagli | Rasa Polikevičiūtė Lituania  | 2h59'15" | Edita Pučinskaitė Lituania   | s.t.  | Jeannie Longo Francia        | s.t.    |
| Cronometro dettagli    | Jeannie Longo Francia        | 29'08"   | Nicole Brändli Svizzera      | s.t.  | Teodora Ruano Sanchon Spagna | a 44"   |
| Donne Junior           |                              |          |                              |       |                              |         |
| Gara in linea dettagli | Nicole Cooke Regno Unito     | 2h01'25" | Pleuni Mohlmann Paesi Bassi  | a 17" | Maja Włoszczowska Svezia     | a 29"   |
| Cronometro dettagli    | Nicole Cooke Regno Unito     | 18'45"   | Natalia Bojarskaja Russia    | a 9"  | Diana Elmentaite Lituania    | a 10"   |